# Tiepu, Henan
Tiepu (kinesiska: 铁铺, 铁铺乡) är en socken i Kina. Den ligger i provinsen Henan, i den centrala delen av landet, omkring 330 kilometer söder om provinshuvudstaden Zhengzhou. Antalet invånare är 8 374. Befolkningen består av 4 150 kvinnor och 4 224 män. Barn under 15 år utgör 21,0 %, vuxna 15-64 år 63 %, och äldre över 65 år 14,0 %.
Genomsnittlig årsnederbörd är 1 291 millimeter. Den regnigaste månaden är juli, med i genomsnitt 222 mm nederbörd, och den torraste är december, med 25 mm nederbörd.